# Ulrich Almer

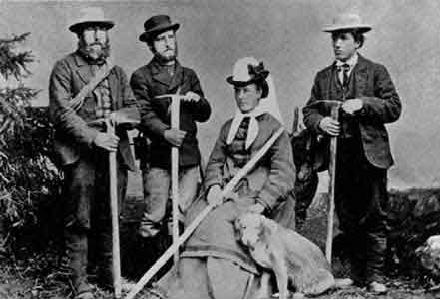
Ulrich Almer, o segundo da esquerda

Ulrich Almer (Grindelwald no Oberland bernês, 8 de maio de 1849 - Grindelwald, 4 de setembro de 1940) foi um guia de alta montanha suíço. Era filho de Christian Almer com quem começou a vida de guia, e um dos grandes guias dessa época. Foi o primeiro guia suíço a ir às montanhas do Cáucaso.
Trabalhou durante a chamada idade de ouro do alpinismo pelo que fez uma estadia linguística em Inglaterra para facilitar o contacto com a aristocracia inglesa que era a grande clientela dos guias dessa altura. Este pormenor atesta do profissionalismo de Ulrich e o facto de ter sido guia de William A. Coolidge, Thomas Stuart Kennedy, J. A. G. Marshall, Johann Fisher, etc.
Ulrich Almer realizou uma quinzena de primeiras entre as quais  o Finsteraarhorn em 1887, a Aiguille de Blaitière e a de Triolet assim como toda uma série de primeira invernal.
Em 1874 na descida depois de uma tentativa da face norte do Monte Branco, a cordada caiu numa crevasse no glaciar de Brouillard onde J. A. G. Marshal e Johann Fischer morrem na queda. Ulrich perdeu os sentidos mas não ficou ferido, conseguindo sair e atingir Courmayeur.

## História de uma imagem
Na imagem vê-se Christian Almer e o seu filho Ulrich Almer, Meta Brevoort, a primeira mulher a subir ao Monte Branco, o seu sobrinho William A. Coolidge, e a cadela Tschingel que Christian havia oferecido a  William depois de uma tentativa não conseguida ao Wetterhorn no Eiger quando ele tinha 17 anos.
A cadela Tschingel (1865-1876), acompanhou-os na subida de 36 colos e 30 cumes, entre os quais o Monte Branco, o Monte Rosa, o  Aletschhorn, o Finsteraarhorn, o Eiger, o Jungfrau, o Mönch, a Grande Ruine e o Râteau.